# Pärnamäe
Pärnamäe – wieś w Estonii, w prowincji Harju, w gminie Viimsi.